# Дембчина
Дембчина (пол. Dębczyna) — село у Польщі, у гміні Баранів Пулавського повіту Люблінського воєводства.
Населення — 64 особи (2011).

## Демографія
Демографічна структура станом на 31 березня 2011 року:
|          | Загалом | Допрацездатний вік | Працездатний вік | Постпрацездатний вік |
| -------- | ------- | ------------------ | ---------------- | -------------------- |
| Чоловіки | 30      | 5                  | 19               | 6                    |
| Жінки    | 34      | 7                  | 17               | 10                   |
| Разом    | 64      | 12                 | 36               | 16                   |